# Orissa
Orissa er en indisk delstat, som ligger på Indiens nordøstlige kyst. Den har et areal på 155.707 km² og ca. 36,7 millioner indbyggere (2001). Hovedstaden hedder Bhubaneshwar (भुबनेश्वर).
De dominerende sprog er oriya (> 84 %), hindi, urdu, bengali, telugu, malayalam, kannada, punjabi og engelsk.

## Geografi
Orissa grænser til delstaterne Andhra Pradesh, Chhattisgarh, Jharkhand og Vestbengalen, og til Den Bengalske Havbugt.

## Historie
Under det meste af koloniperioden var Orissa en del af Bengalen. Det blev skilt ud ca. år 1900.

## Religion
I byen Puri ligger et af hinduismens mest berømte templer, Jaganatha-templet.

## Weblinks
- Delstatens officielle hjemmeside Arkiveret 7. marts 2009 hos  Wayback Machine

- Wikimedia Commons har flere filer relateret til Orissa

20°09′N 85°30′Ø / 20.15°N 85.5°Ø